# Il mistero delle pagine perdute
Il mistero delle pagine perdute (National Treasure: Book of Secrets) è un film del 2007 diretto da Jon Turteltaub, sequel de Il mistero dei Templari - National Treasure del 2004.

## Trama
Washington, 14 aprile 1865, cinque giorni dopo la fine della guerra civile americana. John Wilkes Booth e Michael O'Laughlen, si avvicinano a Thomas Gates per fargli decifrare un messaggio in codice copiato nel diario di Booth. Thomas riconosce il messaggio come un codice Playfair e mentre lo decodifica Booth si reca al Ford's Theatre per assassinare il presidente Abraham Lincoln. Thomas risolve l'enigma, capendo che il messaggio rivela le indicazioni per trovare la leggendaria città d'oro di Cíbola. Subito dopo Thomas capisce che Booth e O'Laughlen sono due membri dei Cavalieri del Cerchio d'Oro (un gruppo sudista estremista) e, comprendendo il rischio che il tesoro possa cadere nelle mani dei Confederati, strappa le pagine del codice dal diario per bruciarle. O'Laughlen spara a Thomas e cerca di recuperare dal fuoco le pagine prima che siano distrutte. Successivamente fugge con l'unico frammento di pagina sopravvissuto, e Thomas, morente, dice a suo figlio Charles la parola chiave per decifrare il codice.
Oltre 140 anni dopo, nel presente, il famoso cacciatore di tesori Benjamin Gates racconta la storia del suo avo Thomas Gates a una conferenza sugli eroi della guerra civile. Al termine dell'intervento, tuttavia, il trafficante di antichità Mitch Wilkinson presenta il frammento della pagina sopravvissuta del diario di Booth in cui il nome di Thomas Gates figura in una lista di persone coinvolte nell'assassinio di Lincoln, ribaltando così la narrativa della figura di Thomas Gates da eroe di guerra a cospiratore e traditore. Non volendo credere a questa storia, Ben e suo padre Patrick sono decisi a trovare prove per smentirla.
Facendo una spettroscopia della pagina del diario di Booth, Ben scopre tracce di un codice; una volta risolto il codice usando la parola chiave, Gates scopre che un indizio si trova sulla Statua della Libertà di Édouard René de Laboulaye a Parigi. Qui Ben e il suo amico Riley Poole scoprono un'incisione che fa riferimento alle due scrivanie Resolute: una si trova a Londra, a Buckingham Palace, nello studio privato della Regina, mentre l'altra si trova nello Studio Ovale della Casa Bianca. Una volta arrivati a Londra, a Ben e Riley si unisce la dottoressa Abigail Chase, ex fidanzata di Ben, decisa ad aiutarlo nella sua missione. Infiltratisi negli appartamenti reali di Buckingham Palace, Ben e Abigail trovano nascosta in un cassetto segreto della scrivania Resolute una tavoletta di legno intagliata di epoca precolombiana. A Londra c'è anche Mitch, anche lui interessato a trovare il tesoro, che ha clonato il cellulare di Patrick Gates per poter essere informato degli spostamenti e delle scoperte di Ben. Mitch insegue Ben, Abigail e Riley e alla fine riesce ad ottenere la tavoletta dopo che Ben se ne libera dopo averla fotografata.
Tornati in America, Ben, Abigail, Riley e Patrick fanno decifrare l'iscrizione sulla tavoletta alla ex moglie di Patrick e madre di Ben, la dottoressa Emily Appleton. Per risolvere l'enigma, tuttavia, hanno bisogno di trovare la seconda tavoletta, che dovrebbe trovarsi nella scrivania Resolute della Casa Bianca. Ben e Abigail riescono ad entrare nello Studio Ovale grazie alla conoscenza di Abigail di Connor, un curatore della Casa Bianca invaghito di lei. Ben scopre tuttavia che la tavoletta è già stata trovata e, grazie a Riley, intuisce che informazioni di essa si trovino sul libro segreto del Presidente degli Stati Uniti d'America. Il libro segreto è a disposizione esclusiva del Presidente degli Stati Uniti e contiene informazioni sui più grandi segreti di stato quali informazioni sul Watergate, l'assassinio di Kennedy e l'Area 51. Ben capisce che l'unico modo per vedere il libro è parlare con il Presidente in persona e studia un piano per rapirlo.
Ben si infiltra alla festa di compleanno del presidente a Mount Vernon e qui lo convince ad esplorare un tunnel segreto con lui. Lì, Ben attiva una porta segreta, separando il Presidente dalle sue guardie del corpo. Ben chiede al Presidente del libro e quest'ultimo, dopo aver compreso le buone intenzioni di Gates, gli rivela l'ubicazione del libro e i codici di accesso per poterlo consultare. Il Presidente avverte tuttavia Gates che, qualora fallirà, sarà comunque processato per averlo rapito. Seguendo le indicazioni del Presidente, Ben trova il libro in uno scomparto segreto della Biblioteca del Congresso. Consultando il libro Ben scopre che la tavoletta fu trovata dal presidente Calvin Coolidge nel 1924, il quale la fece decifrare, fotografare e poi distruggere. Dalle informazioni nella nota di Coolidge, Ben intuisce che il tesoro si trovi nelle Black Hills e che il monumento del Monte Rushmore scolpito da Gutzon Borglum fu commissionato dal presidente per nascondere indizi sulla posizione del tesoro. Inseguiti dall'FBI, Ben, Riley e Abigail riescono a scappare dalla Biblioteca e mandano la foto della tavoletta a Patrick affinché la faccia tradurre a Emily. Grazie al cellulare clonato, Mitch riesce ad anticipare padre e figlio Gates e si reca da Emily dove le ordina di mentire a Patrick sull'iscrizione se vuole che all'ex marito non sia fatto del male.
Ben, Abigail, Riley e Patrick arrivano al Monte Rushmore, dove ci sono anche Mitch e i suoi uomini che hanno però preso Emily in ostaggio. Mitch ha già acquisito, memorizzato e distrutto l'indizio finale, quindi solo lui ha le informazioni per trovare il tesoro. Con le informazioni di Mitch, lui, Ben e gli altri riescono a trovare l'ingresso di una grotta che conduce al tesoro. Dopo aver superato vari ostacoli, il gruppo riesce a trovare Cíbola, la mitica città d'oro di epoca precolombiana. Qui Mitch confessa a Ben di aver infangato lui il nome di Thomas Gates inventando le accuse che lo imputavano come cospiratore, poiché questo sarebbe stato l'unico modo per coinvolgere Ben nella ricerca del tesoro. Tuttavia, subito dopo la straordinaria scoperta, la diga che impedisce all'acqua di allagare la grotta cede e il gruppo deve uscire prima che sia tutto allagato e morire tutti affogati. Trovata l'uscita, Ben, Mitch e gli altri capiscono che qualcuno deve sacrificarsi per tenere aperta la porta e permettere agli altri di scappare, altrimenti nessuno si salverà e la loro scoperta sarà stata inutile. Inizialmente Mitch costringe Ben a rimanere, ma dopo che quest'ultimo viene trascinato all'uscita dalla corrente, è Mitch a doversi sacrificare, chiedendo a Ben che gli sia riconosciuta la scoperta della città d'oro in modo da essere ricordato.
Ben e gli altri tornano in superficie, dove il Presidente si congratula con Gates per la scoperta, facendo cadere l'accusa di averlo rapito. Ben si assicura che Mitch riceva il merito della scoperta, e, cosa per lui più importante, si assicura che il nome del suo avo Thomas Gates sia riabilitato come eroe della guerra civile, riuscendo a scagionarlo dall'accusa di essere un cospiratore. Ben e Abigail tornano insieme e anche Patrick ed Emily riallacciano i rapporti, riscoprendo dopo tanti anni l'amore reciproco.

## Produzione

### Titolo
Il titolo originale del film, Book of Secrets (libro dei segreti), fa riferimento all'omonimo libro presente nel film, che ciascun Presidente degli Stati Uniti d'America tramanderebbe al proprio successore, e nel quale sarebbero raccolte le verità nascoste al pubblico riguardo a molti aspetti della storia e della politica statunitensi (l'assassino di Kennedy, i misteri sull'Area 51, ecc.).
Il libro sarà fondamentale al protagonista per raggiungere il suo obiettivo e all'interno di questo si trova anche lo spunto per un possibile terzo capitolo della saga. Nella versione italiana, il titolo Il mistero delle pagine perdute, fa invece riferimento alle pagine mancanti del diario dell'assassino di Abraham Lincoln.

## Edizione italiana
L'edizione italiana del film venne curata dalla Disney Characters Voices International, Inc. con la supervisione di Roberto Morville,
mentre il doppiaggio italiano venne effettuato dalla SEFIT-CDC con la collaborazione di Cast Doppiaggio Srl e diretto da Massimiliano Alto su dialoghi di Carlo Valli.

## Accoglienza

### Box Office
Il film ha avuto un buon successo di pubblico incassando 459 milioni di dollari in tutto il mondo, di cui 219 in patria.

### Critica
Il film ha ricevuto durante l'edizione dei Razzie Awards 2007 due candidature come Peggior attore per Nicolas Cage e Peggior attore non protagonista per Jon Voight.

## Sequel
Nel maggio 2008 Jon Turteltaub confermò che ci sarebbero stati altri film di National Treasure, ma disse che gli sceneggiatori si sarebbero presi il loro tempo per ideare una storia.
Nell'ottobre 2013, Turteltaub dichiarò che tutte le persone coinvolte nei primi due film erano desiderose di realizzare un terzo film. Affermò inoltre che i ritardi sono stati dovuti all'elaborazione della sceneggiatura e che si aspettava che la produzione del film sarebbe iniziata nel 2015. Nel 2014 il produttore Jerry Bruckheimer annunciò che un nuovo team di sceneggiatori stava lavorando alla sceneggiatura. Nel maggio 2016, Nicolas Cage confermò che la sceneggiatura era ancora in fase di definizione. A settembre 2017, fu rivelato che una sceneggiatura era stata completata, ma che i dirigenti della Walt Disney Studios Motion Pictures non erano soddisfatti della storia. Nel luglio 2018, Turtletaub dichiarò che la sceneggiatura era "vicina", ma gli studi non avevano dato ancora il via libera alla produzione.
Nel gennaio 2020, dopo anni di travagliato sviluppo, viene annunciato che il progetto di un terzo film sta ufficialmente andando avanti con una sceneggiatura di Chris Bremner. Jerry Bruckheimer tornerà come produttore e dovrebbe tornare anche il cast originale.

### Serie TV
Nel marzo del 2021 viene annunciato l'inizio della produzione di una serie televisiva basata sulla saga cinematografica con protagonisti più giovani. La serie, prodotta da ABC Signature, verrà distribuita da Disney+ a livello globale. Nel maggio del 2020 Bruckheimer aveva dichiarato che il terzo film sarebbe stato comunque realizzato parallelamente alla serie televisiva.